# Bitter Suites to Succubi
Bitter Suites to Succubi è il terzo EP del gruppo musicale britannico Cradle of Filth, pubblicato il 22 maggio 2001 dalla AbraCadaver.
Contiene sei inediti, tre brani originariamente inclusi nell'album The Principle of Evil Made Flesh riarrangiati ed una cover dei The Sisters of Mercy.
È presente, inoltre, una versione promozionale del videoclip di Scorched Earth Erotica nonché il trailer di Cradle of Fear.
Nella ristampa in "Edizione Limitata" del 2004, questi sono stati sostituiti dal videoclip di Born in a Burial Gown. C'è un errore di stampa sul retro: Scorched Earth Erotica è diventata Scorched Earth Erotics.
È il primo album che la band pubblica per la AbraCadaver, di proprietà della stessa.

## Curiosità
- È l'ultimo album che vede in formazione lo 'storico' membro Robin Eaglestone.
- Da qui in poi Dani verrà conosciuto con il nome di Dani Filth

## Tracce
Testi a cura di Dani Filth, musiche dei Cradle of Filth..eccetto dove indicato!

### Versione Standard
1. Sin Deep My Wicked Angel – 2:23
2. All Hope in Eclipse – 6:39
3. Born in a Burial Gown – 4:46
4. Summer Dying Fast – 5:21
5. No Time to Cry – 3:22 – cover dei The Sisters of Mercy
6. The Principle of Evil Made Flesh – 4:49
7. Suicide and Other Comforts – 6:58
8. Dinner at Deviant's Palace – 2:59
9. The Black Goddess Rises II – 7:22
10. Scorched Earth Erotica – 4:55

Contenuto multimediale
1. trailer del film "Cradle of Fear"
2. anticipazioni dal video di "Scorched Earth Erotica"
3. Galleria di immagini

### Edizione Limitata
1. Sin Deep My Wicked Angel – 2:23
2. All Hope in Eclipse – 6:39
3. Born in a Burial Gown – 4:46
4. Summer Dying Fast – 5:21
5. No Time to Cry – 3:22 – cover dei The Sisters of Mercy
6. The Principle of Evil Made Flesh – 4:49
7. Suicide and Other Comforts – 6:58
8. Dinner at Deviant's Palace – 2:59
9. The Black Goddess Rises II – 7:22
10. Scorched Earth Erotics – 4:55

Contenuto multimediale
1. Born in a Burial Gown

## Formazione
Gruppo
- Dani Filth - voce
- Paul Allender - chitarra
- Gian Pyres - chitarra
- Robin Eaglestone - basso
- Martin Powell - tastiere
- Adrian Erlandsson - batteria

Corista
- Sarah Jezebel Deva - voce addizionale

Altri musicisti
- Kian Rulten-Allender - voce (Dinner at Deviant's Palace)
- Libitina Grimm - violoncello